# Frommenhausen
Frommenhausen est un quartier de la ville de Rottenburg am Neckar située en République fédérale d'Allemagne dans le Land du Bade-Wurtemberg à l'arrondissement de Tübingen.  

## Géographie
Frommenhausen est située 10 kilomètres au sud-ouest de Rottenburg.

### Expansion
Le territoire communal de village comporte 362 hectares. 73,4 % de ce territoire sont superficie agricole, 14,7 % superficie sylvicole, 9,4 % superficie de lotissement et trafic, 0,6 % plan d'eau  et  1,9 % autre.

### Endroits voisins
Les endroits suivantes confinent à Frommenhausen. Ils ont appelé dans le sens des aiguilles d'une montre et on commence du nord: Schwalldorf, Hirrlingen, Wachendorf Tous les villages sont situées dans l'arrondissement de Tübingen.

## Population
Frommenhausen a une population de 467 gens (situation au 31 janvier 2008). Le village est le plus petit faubourg de Rottenburg. La densité de population est 129 habitants par km2.

### Religions
Les gens de Frommenhausen sont catholique romain en majorité. 